# Фабула
Фа́була (от лат. fābulа — «басня, повествование, история») — фактическая сторона повествования, то есть события, факты, случаи, действия, состояния в их причинно-следственной, хронологической последовательности, которые компонуются и оформляются автором в процессе творческой деятельности в сюжете на основе закономерностей, усматриваемых автором в развитии изображаемых явлений.

## Исторические сведения
Первоначально термин «фабула» (fabula, фр. fable, англ. fable, нем. Fabel) имел значение — басня, побасёнка, сказка, то есть произведение определённого жанра. В дальнейшем, термином «фабула» обозначают то, что сохраняется как «основа», «ядро» повествования, меняясь по изложению. А отсюда — указанное вначале значение в применении вообще к литературным произведениям.

### Современный анализ
Научному изучению «фабулы» подверглись, прежде всего, в качестве фактов поэтической традиции в мировой литературе (главным образом, античной и средневековой) и особенно — в устной народной словесности. В этой плоскости определённая трактовка традиционных «фабул», процесса их развития и распространения составляла основное содержание последовательно сменявшихся фольклористических теорий — мифологической, миграционной, антропологической. При этом, в русской научной литературе к такого рода традиционным образованиям применялся обычно термин «сюжет», а не фабула (см. сюжеты бродячие, фольклор). Позже вопрос о фабуле и сюжете рассматривался в плане изучения структуры поэтического произведения (преимущественно литературоведами-формалистами). Некоторые исследователи, отождествляя понятия сюжета и фабулы, вовсе упраздняют последний термин.

### Виды фабулы
Однако, изучая образное отражение динамики жизни, следует отличать: 1) «фактическую» основу произведения, события, о которых в нём рассказывается, как продукт предварительного отбора художником явлений действительности или вымысла, что и можно назвать фабулой, то есть повествовательной темой, подлежащей дальнейшей обработке в сюжете; 2) и саму разработку повествовательной темы, что связано с разрешением какой-либо проблемы на материале данных событий (то есть сюжет).
Для формалистов фабула является лишь материалом, который обрабатывается особыми приёмами сюжетосложения в целях «остранения», повышения внешней ощутимости динамики повествования. В связи с этим устанавливалось и деление произведений на «сюжетные» и «фабульные», — в зависимости от большей или меньшей остроты сюжетных приёмов. Эта формалистическая трактовка фабулы и сюжета должна быть отвергнута. Прежде всего, не следует считать фабулу «сырым материалом», лишённым качества художественной образности. Даже в том случае, когда художник просто берёт какой-либо жизненный факт, он всё равно производит и отбор, и осмысление явлений, уясняя их типическое значение, то есть, — создаёт фабулу. Тем более очевиден творческий характер фабулы в тех случаях (наиболее обычных), когда лица и события измышляются автором. Далее, значение претворения фабулы в сюжет отнюдь не заключается в её «насыщении странностями». Обрабатывая фабулу, художник отражает динамику действительности, раскрывая её закономерности с той или иной степенью глубины и правдивости, используя художественный метод.
В зависимости от характера понимания действительности и характера самого объекта фабулы могут быть мифологического порядка, сказочного, романического, утопического, реалистического и т. д. Тематическое многообразие фабул неисчерпаемо. Каждый исторический период, каждый этап в развитии художественного творчества, каждое литературное направление создают свои характерные фабулы, которые в первую очередь и определяют конкретно-исторические особенности сюжетов.
К элементам фабулы относятся:
- коллизия
- интрига
- перипетия
- экспозиция
- завязка
- кульминация
- развязка сюжета
- пролог
- эпилог